# Guasco
Guasco, ime za skupinu Indijanaca koja je živjela u provinciji Guasco, čija točna lokacija nije poznata, nalazila se u zemlji nastanjenoj Caddo plemenima. Ovaj kraj posječuje Moscoso 1542. Hodge smatra da se Guasco nalazio u jugozapadnom Arkansasu ili sjeverozapanoj Louisiani. Selo Guasco moglo bi biti današnji Austin na rijeci Colorado. Prema ranim izvještajima uzgajali su kukuruz uz obalu Colorada, što nije tipično susjednim Tonkawan plemenima. Swanton ih navodi kao pleme konfederacije Hasinai.